# Cosmic Tunnels
Cosmic Tunnels è un videogioco d'azione pubblicato nel 1983 per Atari 8-bit e nel 1984 per Commodore 64 dall'editrice californiana Datamost. È costituito da un misto di sequenze di pilotaggio di un'astronave e di controllo di un astronauta a piedi.
A video viene presentato come episodio 4 della saga di Captain Sticky, ma non risulta che esistano tre episodi precedenti; nel 1983 la Datamost pubblicò Captain Sticky's Gold della English Software per Atari, molto diverso da Cosmic Tunnels.

## Modalità di gioco
Partendo dalla propria base sul pianeta Sirref (presumibilmente il cognome dell'autore del gioco, Tim Ferris, al contrario) il giocatore deve recuperare 16 barre di energia distribuite su quattro asteroidi, che si possono visitare in qualsiasi ordine. La missione su ciascun asteroide è costituita da quattro fasi consecutive che si svolgono in differenti schermate.
1. Con visuale di lato, si deve decollare dalla base e pilotare l'astronave fino a raggiungere uno dei quattro ingressi di gallerie sparsi nel cielo. L'astronave è soggetta all'inerzia e alla gravità e deve evitare di urtare contro il paesaggio o contro le meteore che piovono dall'alto. Gli urti riducono l'energia dell'astronave, che si consuma anche gradualmente col tempo. Sui bordi dello schermo invece si rimbalza.
2. Si percorre per 25 secondi una delle "gallerie cosmiche" a cui si riferisce il titolo. La visuale è tridimensionale dal retro dell'astronave. Si deve sparare alle mine spaziali lungo il tragitto, altrimenti causano la perdita di energia.
3. Si pilota l'astronave come nella prima fase, ma sopra il profilo irregolare dell'asteroide, e bisogna atterrare su una piccola piattaforma. Sono presenti alcune postazioni nemiche che sparano, ma l'astronave le può distruggere lasciando cadere bombe.
4. Si controlla un astronauta a piedi sopra uno spiazzo di terreno con rocce sparse, mostrato in 2,5D. Si devono raccogliere una alla volta le quattro barre e portarle all'astronave atterrata. Si devono evitare alcune creature nemiche, la cui specie e comportamento varia a seconda dell'asteroide, e possono esserci anche pozze di sabbie mobili. Premendo il pulsante di fuoco si può far correre temporaneamente più veloce il personaggio. Ai quattro angoli dell'area ci sono piattaforme che catapultano il personaggio o gli forniscono un jetcopter (un'elica sulla testa), per volare brevemente al di sopra dei pericoli.

Completata la quarta fase, si devono ripercorrere a ritroso le tre fasi precedenti fino ad atterrare su Sirref. Si viene sconfitti se l'astronave esaurisce l'energia o se si perdono tutti gli astronauti nella quarta fase. A ogni ritorno alla base dopo aver completato un asteroide si ottiene una ricarica di tutto.